# Cüneyt Çakır
Pour les articles homonymes, voir Çakır.
Cüneyt Çakır (prononcé en turc /ˈdʒyne̞jt ˈtʃäkɯɾ/), né 23 novembre 1976 à Istanbul, est un arbitre turc de football.

## Biographie
Cüneyt Çakır, arbitre de la région d'Istanbul, réalise des études universitaires commerciales. En dehors de l'arbitrage, il travaille dans les assurances.
Il arbitre son premier match dans le Championnat de Turquie lors d'une rencontre du Malatyaspor contre le Rizespor, le 29 septembre 2001. Il devient international en 2006.
Il arbitre en Ligue Europa le match retour de la demi-finale joué entre Hambourg et Fulham lors de l'édition 2009-2010 ou encore l'une des demi-finales Ligue des champions de l'UEFA 2011-2012 (Barcelone-Chelsea).
Il est sélectionné par l'UEFA en tant qu'arbitre titulaire de l’Euro 2012. Il arbitre notamment la demi-finale opposant le Portugal à l'Espagne.
Il a notamment refusé un penalty crucial lors du match opposant le Real Madrid et Manchester United.
Le 5 mars 2013, il arbitre le huitième de finale retour de la Ligue des champions entre Manchester United et le Real Madrid. Il expulse le joueur mancunien Nani à la 56e minute de jeu, à la suite d'un choc avec Arbeloa. Ce carton rouge est sujet à débat en Angleterre,.
Il est sélectionné parmi les arbitres de la Coupe du monde de football de 2014 au Brésil et l'Euro 2016 en France. Il est aussi sélectionné pour la Coupe du monde de football de 2018 en Russie. Il est notamment choisi pour arbitrer la demi-finale entre l'Angleterre et la Croatie qui s'est tenue le mercredi 11 juillet 2018.

## Statistiques
| Saisons   | Nbre de matchs | Cartons jaunes | Cartons rouges |
| 2001-2002 | 3              | 16             | 10             |
| 2002-2003 | 7              | 14             | 2              |
| 2003-2004 | 12             | 61             | 6              |
| 2004-2005 | 13             | 45             | 10             |
| 2005-2006 | 20             | 96             | 6              |
| 2006-2007 | 15             | 60             | 7              |
| 2007-2008 | 17             | 81             | 3              |
| 2008-2009 | 20             | 96             | 15             |
| 2009-2010 | 16             | 73             | 4              |
| 2010-2011 | 21             | 97             | 7              |
| 2011-2012 | 24             | 113            | 10             |

| Années    | Ligue               | Nbre de matchs |
| 1997-...  | TFF 3. Lig          | 21             |
| 1999-...  | TFF 2. Lig          | 25             |
| 2005-2022 | 1.Lig               | 21             |
| 2001-2022 | Spor Toto Süper Lig | 384            |
| 2001-2022 | Coupe de Turquie    | 32             |

## Sources
- (tr) Cet article est partiellement ou en totalité issu de l’article de Wikipédia en turc intitulé « Cüneyt Çakır » (voir la liste des auteurs) (dernière visite le 11 mai 2010).